# Peter Schubert (Diplomat)
Peter Schubert (* 4. Februar 1938 in Dresden; † 1. Oktober 2003 in Berlin) war Albanologe. Er wirkte über 35 Jahre im diplomatischen Dienst  der DDR und war unter anderem Botschafter in Albanien.

## Leben
Von 1956 bis 1959 studierte Peter Schubert als einer der ersten Deutschen an der soeben eröffneten Universität Tirana albanische Sprache, Literatur und Geschichte. 1961 erlangte er an der Humboldt-Universität in Berlin sein Diplom in Sprachwissenschaften mit einer Arbeit zum albanischen Alphabet.
1962 trat Schubert in den diplomatischen Dienst der DDR ein und arbeitete bis 1971 im Außenministerium. In dieser Zeit war er auch zweimal in Tirana stationiert. 1971–1973 war er zum Aufbaustudium an der Diplomatischen Akademie des Außenministeriums der Sowjetunion in Moskau. Bis 1989 war er wieder als Balkanexperte für das DDR-Außenministerium tätig. 1989–1990 erlebte seine Diplomatenlaufbahn ihren Höhepunkt und ihr Ende: Peter Schubert war der letzte Botschafter der DDR in Tirana. In dieser Funktion erlebte er gleichzeitig den Zusammenbruch der kommunistischen Diktaturen in der DDR und Albanien.
Die deutsche Wiedervereinigung erzwang für Schubert eine völlige berufliche Neuorientierung. Schubert nutzte sein Expertenwissen und seine Verwurzelung in Albanien als Berater für Politik und Wirtschaft und engagierte sich bei der Stiftung Wissenschaft und Politik in Forschungsprojekten mit Bezug zu Albanien und Kosovo.

## Publikationen
- Albanien im Umbruch. (Auftragsstudie für die Stiftung Wissenschaft und Politik). Ebenhausen 1992.
- Zündstoff im Konfliktfeld des Balkan. Die albanische Frage. (=Aktuelle Materialien zur internationalen Politik. 49). Baden-Baden 1997
- Reflexionen zur politischen Kultur in Albanien. In: Südosteuropa – Zeitschrift für Gegenwartsforschung Jg. 2001, Heft 10–12.
- Albanische Identitätssuche im Spannungsfeld zwischen nationaler Eigenständigkeit und europäischer Integration. (= Strategische Kultur Europas. 4). Frankfurt 2005. ISBN 3-631-52933-3
- Albanien. Mehr als nur Sommertheater. Machtkampf unter regierenden Sozialisten. In: Neues Deutschland, 2./3. August 2003 (letzter Zeitungsartikel Schuberts)